# Musée de la photographie Ken Damy
Le Musée de la photographie Ken Damy (en italien, Museo di fotografia Ken Damy) est un musée italien consacré à la photographie, situé sur le corsetto Sant'Agata (it) à Brescia, en Lombardie.

## Historique
Fondé par Ken Damy, pseudonyme du photographe professionnel Giuseppe Damiani, le musée a été inauguré le 29 avril 1990. Il est installé au rez-de-chaussée et au sous-sol de la  loggia delle mercanzie (l'ancien palazzo Lechi), sur la gauche du cours en allant vers la Piazza della Loggia (it).
Le 1er juillet 1992, le musée se transforme en une association culturelle, qui se propose comme but la recherche et la promotion de la photographie contemporaine tant italienne qu'internationale à travers la programmation d'environ 40 expositions par an de photographes reconnus. Il a ainsi organisé des expositions photographiques d'auteurs d'importance mondiale, tels que Mario Giacomelli, Lucien Clergue, Gianni Berengo Gardin, Franco Fontana, Carmelo Bongiorno, Raghu Rai, Mario De Biasi (it), John Florea, Rafael Navarro (es), Jeff Dunas, Christian Vogt ou Victor Skrebnesky.

## Le musée
Le Musée de photographie Ken Damy dispose de huit salles d'exposition, d'un auditorium, d'une bibliothèque, et d'un petit bar, répartis sur une superficie totale de 540 m2.
Outre la présentation d'expositions, le musée a également une activité pédagogique, en organisant des cours de photographie et une activité éditoriale, avec la publication de Photonews, le magazine semestriel du musée et de catalogues en lien avec les expositions qu'il présente.
Le musée organise également des rencontres et des conférences avec des photographes italiens ou internationaux.

## Source de la traduction
- (it) Cet article est partiellement ou en totalité issu de l’article de Wikipédia en italien intitulé « Museo di fotografia Ken Damy » (voir la liste des auteurs).